# Thomas Delaine
Thomas Delaine, né le 24 mars 1992 à Lens, est un joueur de football français évoluant au poste d'arrière latéral gauche au Havre AC.

## Biographie
Formé au RC Lens dès l'âge de 15 ans, Thomas Delaine a comme coéquipiers entre autres Serge Aurier et Thorgan Hazard.
Il fait ses débuts avec l'équipe réserve en CFA (quatrième division) lors de l'année 2010. Thomas Delaine jouera 102 matchs et marquera 10 buts en CFA. Lui et ses coéquipiers atteindront la 7e place de leur groupe lors de la saison 2011-2012. 
Mais il ne sera jamais appelé en équipe première par Antoine Kombouaré. « Antoine Sibierski m'avait fait signer deux ans pro, mais le coach Antoine Kombouaré n'a jamais fait appel à moi, même pour s'entraîner. J'avais beau avoir 22 ans, on me prenait toujours pour le gentil petit Thomas Delaine qui avait 15 ans... ».
En 2015, il décide de changer de club et de se relancer à Arras, dans un championnat qu'il connaît déjà, le CFA. Il jouera en deux saisons 55 matchs . Le club réussira à se hisser à la 5e place de son groupe lors de la saison 2016-2017.
Il réfléchit alors à arrêter sa carrière. Titulaire d'un diplôme de jardinier-paysagiste, il obtient un CDI dans la région d'Arras en juin 2017.
Thomas Delaine signe enfin un contrat professionnel au Paris FC en juin 2017. Il fait ses débuts en Ligue 2 le 28 juillet 2017 face au Clermont Foot 63 à domicile au Stade Charléty, score 0-0.
Après une saison réussie, il est recruté par le FC Metz, où il signe un contrat de quatre ans et obtient la montée en Ligue 1 dès sa première saison sous le maillot grenat puis le titre de Champion de France de Ligue 2. Il marque à trois reprises lors de la saison 2020-2021 de Ligue 1, contre Strasbourg, contre Bordeaux, puis contre Lens. 
En fin de contrat et relégué en Ligue 2 avec le FC Metz, il s'engage pour trois saisons avec le RC Strasbourg.  Régulièrement blessé lors de la première saison avec son nouveau club, il obtient plus de temps de jeu lors de la saison 2022-2023. À nouveau touché par les pépins physiques, il ne dispute que deux rencontres avec Strasbourg durant sa dernière année de contrat. Il quitte le club librement. 
Le 12 juillet 2025, il s'engage pour deux ans avec Le Havre AC. 

## Palmarès
- Champion de France de Ligue 2 en 2019 avec le FC Metz
- Membre de l'équipe type de Ligue 2 lors de la saison 2018-2019